# Números telefónicos del Perú
La numeración telefónica en el Perú ha cambiado, tanto para la marcación de teléfonos fijos como para los móviles, con la denominada Área Visual 
Desde 2008, por ejemplo, los teléfonos móviles son de nueve cifras, en donde se incluyó el prefijo de la ciudad; por tanto: desde ahora basta con marcar (desde cualquier teléfono de la red fija, pública o móvil), sin anteponer ningún código de larga distancia. Para las llamadas desde el extranjero sólo se deberá anteponer el código de salida internacional y luego el código 51 de Perú y a órganos el número móvil.

## Llamadas desde un móvil con destino a un fijo
En este caso es necesario que se marque un "0" (cero) y a continuación el código de la ciudad antes del teléfono fijo con el que se quiere hablar.
Ejemplo 1: Llamada de un móvil a un número fijo de Lima.
- 0 + 1 + N.º telefónico (XXX XX XX) de 7 cifras.

Ejemplo 2: Llamada de un móvil a un número fijo de provincia (para este ejemplo, Arequipa).
- 0 + 54 + N.º telefónico (XX XX XX) de 6 cifras.

## Llamadas desde un fijo con destino a otro fijo
Las llamadas de fijo a fijo se mantienen, no hay cambios en la forma de marcación.

## Llamadas desde un fijo con destino a un móvil (de cualquier parte del Perú)
Se marca de manera directa sin anteponer ningún prefijo o código de ciudad. No hay distinción si es un móvil que se encuentra en la capital o departamento. Cabe señalar que en 2008 se incrementó la digitación de 9 cifras.
Ejemplo: Llamada de un fijo a un número móvil.
- N.º telefónico +51 920 820 562 de 9 cifras.

## Códigos de larga distancia
Los números fijos en el Perú tienen 7 cifras en Lima y Callao y 6 cifras en el resto del territorio. Una vez agregado los prefijos de larga distancia (1 dígito para Lima y Callao y 2 dígitos para resto de departamentos) el valor final es de 8 dígitos o más.
1. Lima y Callao     01
2. Amazonas          041
3. Ancash            043
4. Apurimac          083
5. Arequipa          054
6. Ayacucho          066
7. Cajamarca         076
8. Cusco             084
9. Huancavelica      067
10. Huanuco           062
11. Ica               056
12. Iquitos           065
13. Junín             064
14. La Libertad       044
15. Lambayeque        074
16. Loreto            065
17. Madre de Dios     082
18. Moquegua          053
19. Pasco             063
20. Piura             073
21. Puno              051
22. San Martín        042
23. Tacna             052
24. Tumbes            072
25. Ucayali           061